# Jet Airways
Jet Airways (BSE: 532617 [Архівовано 5 листопада 2016 у Wayback Machine.]) — колишня авіакомпанія, що базувалася в Мумбаї, Індія. Це другий після Air India міжнародний перевізник країни і найбільший внутрішній перевізник. Літаки авіакомпанії здійснюють близько 400 рейсів щодня в 64 аеропорти. Головною базою авіакомпанії є Міжнародний аеропорт імені Чатрапаті Шіваджі в Мумбаї, також хабами авіакомпанії є аеропорти Бангалора, Брюсселя, Ченнай, Делі, Хайдарабада, Калькутти і Пуни.
Припинила діяльність 17 квітня 2019 року
У липні 2008 року Jet Airways називали другою у світі далекомагістральною авіакомпанією після Singapore Airlines. Опитування, що проводився у вересні 2008, назвало Jet Airways сьомою серед найкращих авіакомпаній світу. Jet Airways також перемагала в номінації за найкращий кейтеринг. За станом на березень 2008 року Jet Airways займала 29,8 % ринку внутрішніх перевезень Індії, включаючи лоу-кост підрозділ JetLite (7.1 %), що робить її найбільшою авіакомпанією Індії. Тим не менш, авіакомпанія знаходиться в жорсткій конкуренції з іншими місцевими перевізниками, такими як Kingfisher Airlines, SpiceJet і IndiGo Airlines.
13 жовтня 2008 було оголошено про створення альянсу між Jet Airways і Kingfisher Airlines. Авіакомпанії будуть мати кодшерінгові угоди на місцевих і міжнародних рейсах, загальне управління закупівлями палива, будуть об'єднані наземні служби, будуть спільно використовуватися екіпажі, а також буде спільна програма лояльності пасажирів.

## Історія

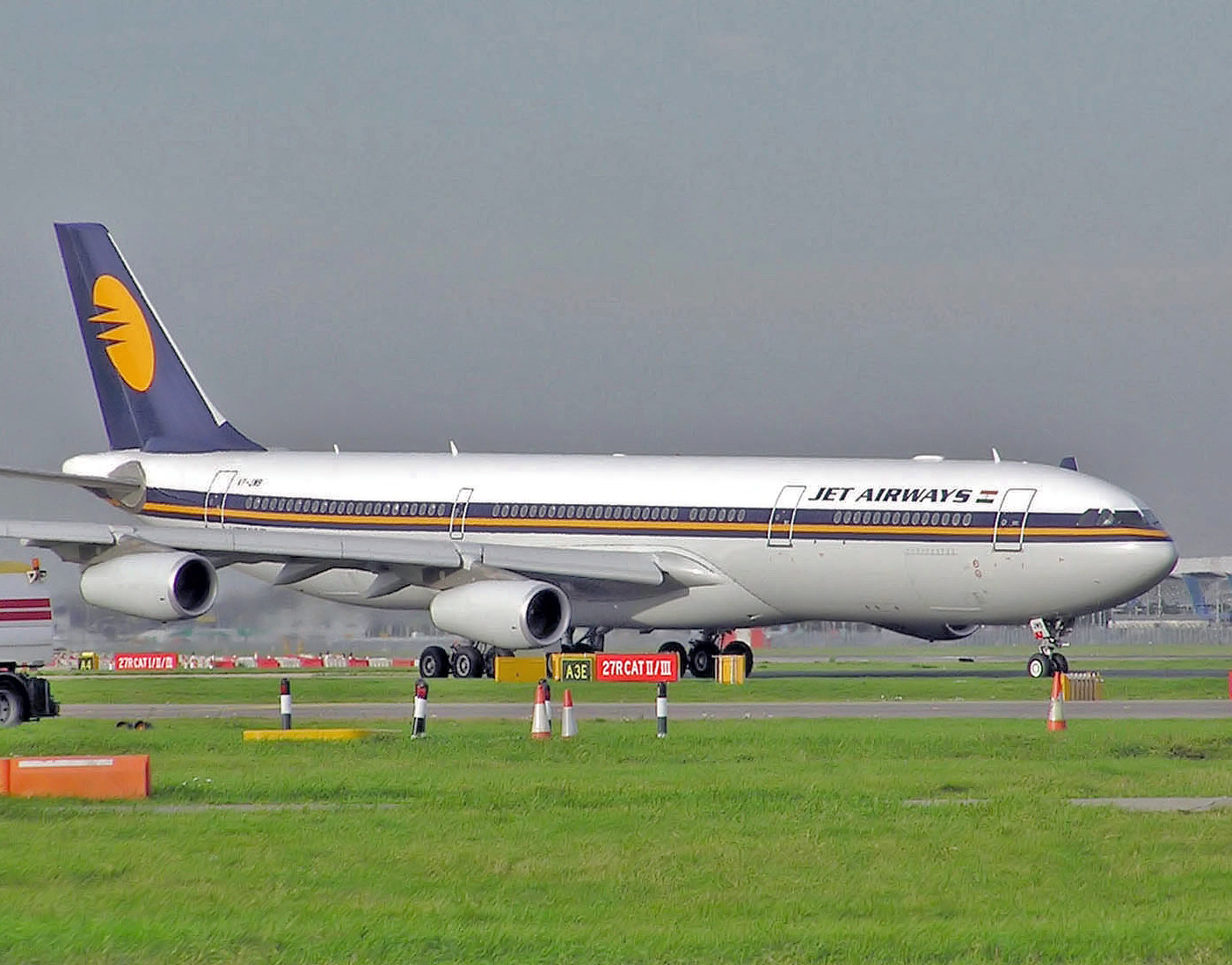
Airbus A340-300 в попередній лівреї у 2005 році

Jet Airways почала роботу як оператор аеротаксі 1 квітня 1992 року. Авіакомпанія почала комерційні рейси 5 травня 1993 року, маючи флот з 4 Boeing 737-300. У січні 1994 року зміни у законодавстві дозволили Jet Airways отримати статус регулярної авіакомпанії, який був підтверджений 4 січня 1995 року. Першим міжнародним рейсом став рейс на Шрі-Ланку в березні 2004 року. Компанія була включена в лістинг Бомбейської фондової біржі, 80 % її акцій контролює Нареш Гоял (який володіє компанією Tailwinds, материнської для Jet Airways).
Нареш Гойял, який вже був власником Jetair (Private) Limited, яка займалася продажами і маркетингом для іноземних компаній в Індії, створив Jet Airways, регулярну авіакомпанію з повним сервісом, для того, щоб конкурувати з державною Indian Airlines. Indian Airlines були монополією з 1953 року, коли найбільші індійські авіакомпанії були націоналізовані, до січня 1994 року, коли був скасований закон, що обмежує роботу приватних авіакомпаній, і Jet Airways стала регулярною авіакомпанією.

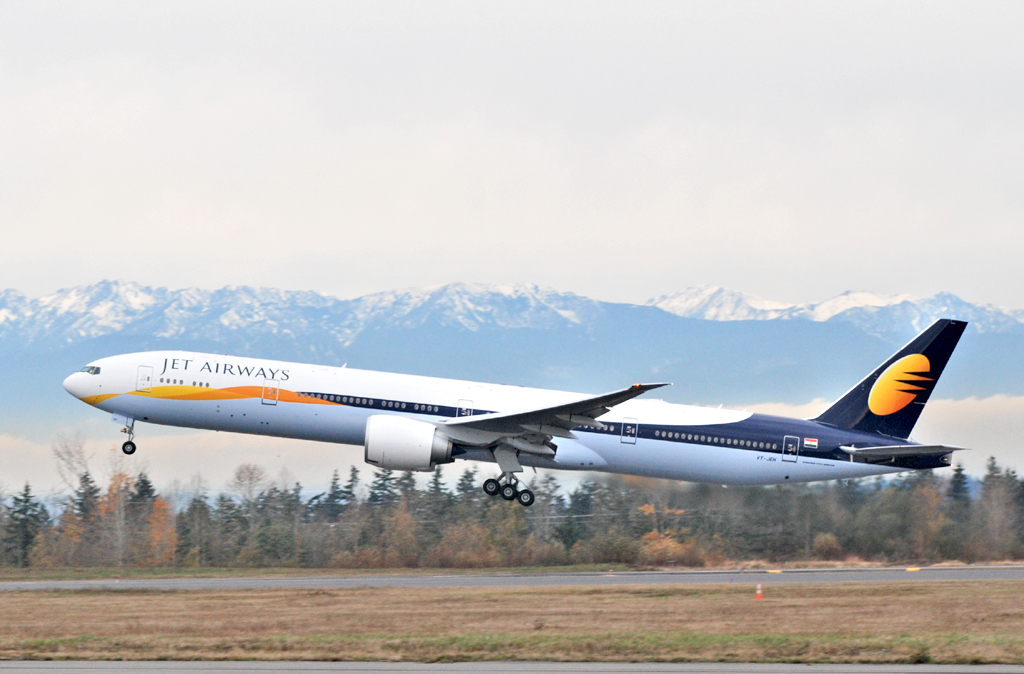
Jet Airways Boeing 777-35RER в новій лівреї у 2007 році

Jet Airways і Air Sahara були двома індійськими приватними авіакомпаніями, які пережили кризу в індійському бізнесі на початку 1990-х. У січні 2006 року Jet Airways оголосила про плани придбати Air Sahara за 500 млн дол., що повинно було стати найбільшою угодою в історії авіації Індії. Після цього придбання авіакомпанія стала б найбільшою в Індії, однак угода була скасована в червні 2006 року.
12 квітня 2007 року Jet Airways погодилася придбати Air Sahara заг 14.5 млрд рупій (340 млн дол. США). Air Sahara була перейменована в JetLite і зайняла на ринку проміжне положення між лоу-кост і авіакомпанією з повним сервісом. У серпні 2008 року Jet Airways оголосила про плани повної інтеграції JetLite в Jet Airways.
16 квітня 2016 року генеральний директор альянсу SkyTeam Перрі Кантарутті заявив про те, що альянс розглядає можливість прийняття Jet Airways і бразильську Gol Linhas Aéreas Inteligentes в свій склад. Разом з тим, обидві авіакомпанії до цього часу не висловили жодного бажання вступати в SkyTeam.

## Призначення
Jet Airways виконують рейси в 64 аеропорти безпосередньо і ще в 22 по кодшерінговим угодам. Крім призначень в Індії та інших частинах індійського субконтиненту (Коломбо, Дакка, Катманду), Jet Airways здійснюють рейси в аеропорти Азії (Бангкок, Гонконг, Куала-Лумпур, Шанхай, Сінгапур), Європи (Брюссель, Лондон), Близького Сходу (Абу-Дабі, Дубай, Бахрейн, Доха, Кувейт, Маскат) та Північної Америки (Нью-Йорк, Ньюарк, Сан-Франциско [до 13 січня], Торонто).
Jet Airways використовує допоміжний хаб в Брюсселі, щоб здійснювати рейси з чотирьох індійських аеропортів (Бангалор, Ченнай, Делі, Мумбаї) в Північну америку (Нью-Йорк, Ньюарк, Торонто).
Jet Airways закрила рейси в Шанхай і Сан-Франциско з 13 січня 2009 року.

## Флот

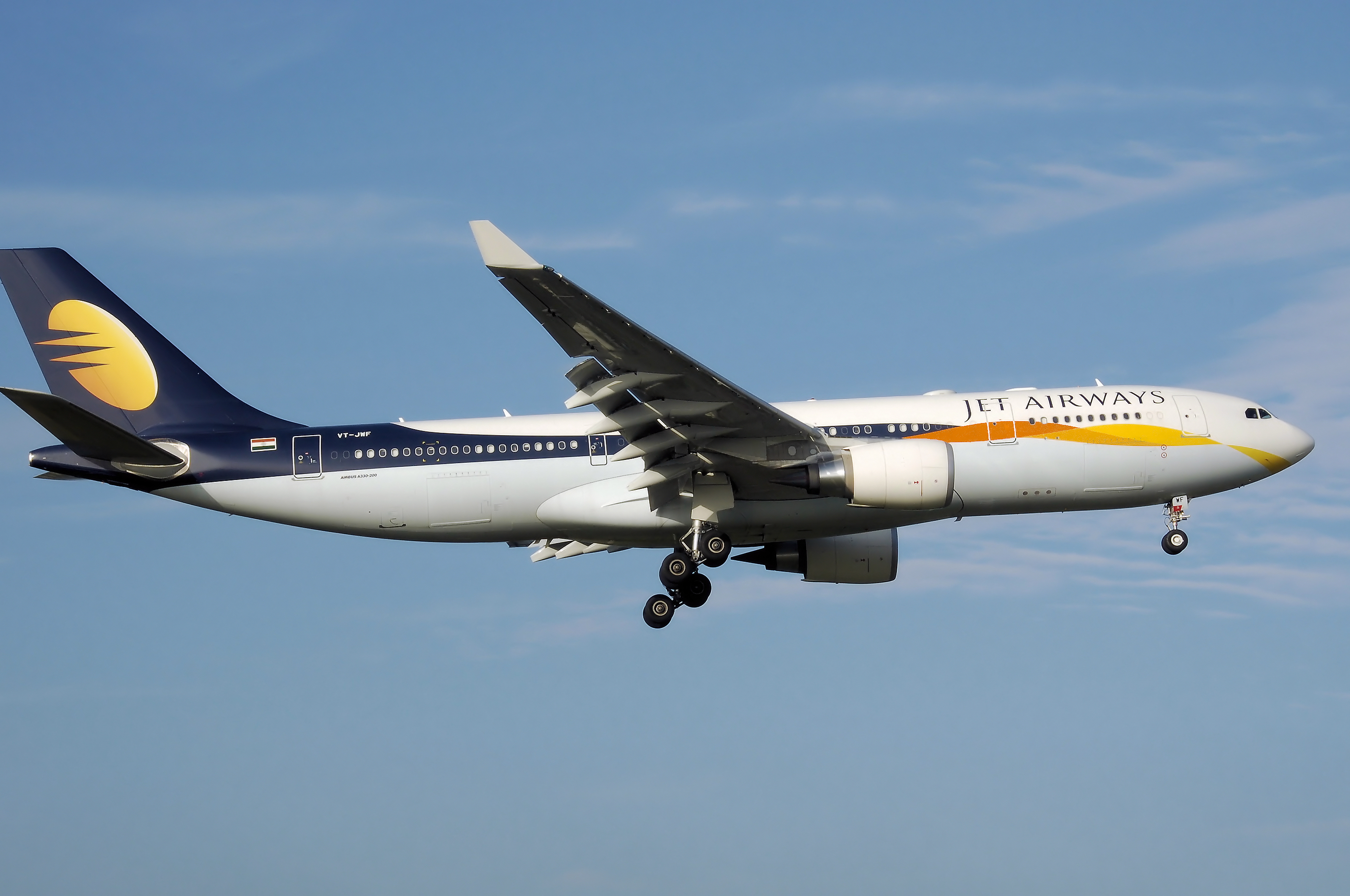
Airbus A330-200 Jet Airways

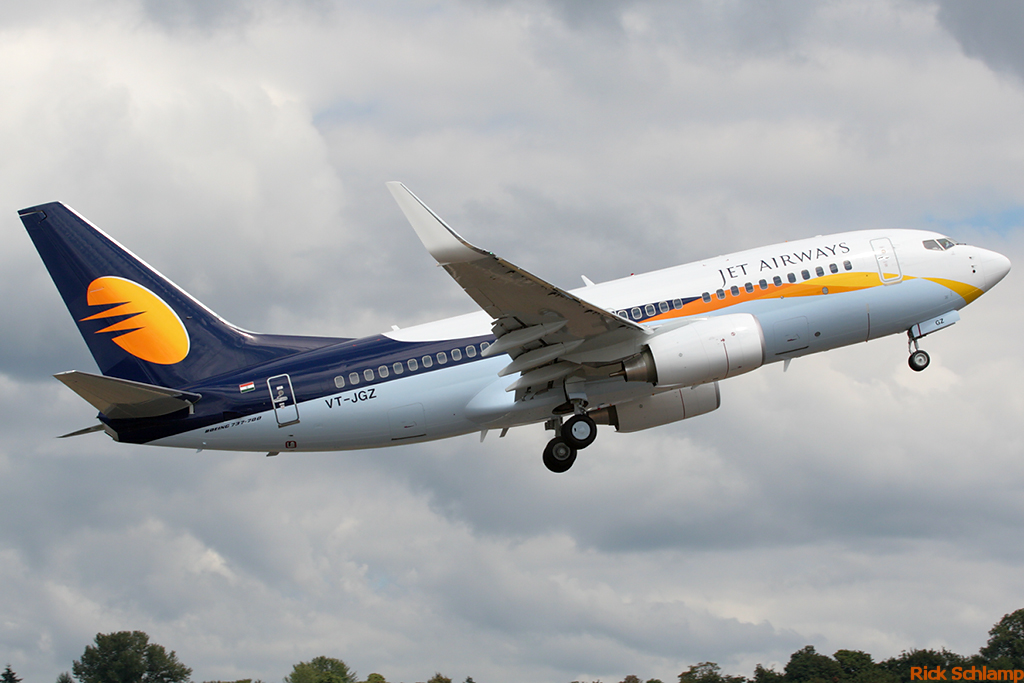
Boeing 737-75R Jet Airways

### Існуючий
Станом на листопад 2016 року, флот Jet Airways складається з наступних літаків:
| Літак            | Кількість | Замовлено | Пасажири | Пасажири | Пасажири | Пасажири | Примітки                                                                           |
| Літак            | Кількість | Замовлено | F        | J        | Y        | Всього   | Примітки                                                                           |
| ---------------- | --------- | --------- | -------- | -------- | -------- | -------- | ---------------------------------------------------------------------------------- |
| Airbus A330-200  | 8         | —         |          |          |          |          |                                                                                    |
| Airbus A330-200  | 8         | —         | —        | 18       | 236      | 254      | 3 в сухому лізингу у Turkish Airlines до 2020 року 1 в сухому лізингу у Air Serbia |
| Airbus A330-300  | 4         |           | —        | 34       | 259      | 293      |                                                                                    |
| ATR 72-500       | 15        | —         | —        | —        | 68       | 68       |                                                                                    |
| ATR 72-600       | 3         | —         | —        | —        | 68       | 68       |                                                                                    |
| Boeing 737-700   | 5         | —         | —        | 8        | 126      | 134      |                                                                                    |
| Boeing 737-800   | 66        | —         | —        | 12       | 156      | 168      |                                                                                    |
| Boeing 737-900   | 2         | —         | —        | 28       | 138      | 166      |                                                                                    |
| Boeing 737-900ER | 4         | —         | —        | 12       | 172      | 184      |                                                                                    |
| Boeing 737 MAX 8 | —         | 75        | TBA      | TBA      | TBA      | TBA      | Поставки почнуться у 2018 році                                                     |
| Boeing 777-300ER | 10        | —         | 8        | 30       | 308      | 346      | 2 в сухому лізингу у Etihad Airways до 2016 року                                   |
| Boeing 787-9     | —         | 10        | TBA      | TBA      | TBA      | TBA      | Поставки почнуться у 4 кварталі 2017 року                                          |
| Всього           | 117       | 85        |          |          |          |          |                                                                                    |

## Кодшерінгові угоди
- Air Canada
- All Nippon Airways
- American Airlines
- Brussels Airlines
- Emirates Airline[21]
- Etihad Airways
- Kingfisher Airlines
- Qantas Airways
- United Airlines (з листопада 2008 року)